# Pro Evolution Soccer 2014
 (mai 2013).
Si vous disposez d'ouvrages ou d'articles de référence ou si vous connaissez des sites web de qualité traitant du thème abordé ici, merci de compléter l'article en donnant les références utiles à sa vérifiabilité et en les liant à la section « Notes et références ».
Pro Evolution Soccer 2014 (régulièrement abrégé PES 2014 et connu également sous le nom de World Soccer: Winning Eleven 2014 en Asie), est un jeu vidéo de la série Pro Evolution Soccer développée et publié par Konami. Le jeu a été officiellement annoncé par Konami en mars 2013.
La démo est sortie le 11 septembre 2013 sur PlayStation 3, le 12 sur Xbox 360 et quelques jours après la sortie du jeu sur PC. À noter qu'il s'agit du dernier jeu à sortir sur PlayStation 2, l'avant-dernier étant FIFA 14.

## Système de jeu

### Nouveautés
Les principales nouveautés pour cet opus sont :
- le nouveau moteur Fox Engine, développé par Kojima Productions, également utilisé pour le jeu Metal Gear Solid V : The Phantom Pain
- le Motion and Animation Stability System (MASS)
- le Heart
- la Combination Play
- le PES ID,
- The Core.

 (août 2024).
Si vous disposez d'ouvrages ou d'articles de référence ou si vous connaissez des sites web de qualité traitant du thème abordé ici, merci de compléter l'article en donnant les références utiles à sa vérifiabilité et en les liant à la section « Notes et références ».
.
Par rapport aux versions précédentes, la météo a un impact sur le jeu. Un troisième maillot est disponible, éventuellement par téléchargement séparé. Le jeu se caractérise par des mouvements plus réalistes, sans les mouvements improbables (passes ou tacles dans des angles impossibles) qui prévalaient jusqu’alors. Malgré ces améliorations, plusieurs joueurs relèvent certaines lacunes, notamment les faibles compétences des gardiens de but, certains types de passes en profondeur, ou le fait qu’un hors-jeu ne sera pas sifflé si le joueur concerné ne touche pas le ballon (permettant alors d’envoyer un coéquipier récupérer le ballon sans être signalé hors-jeu, alors que dans le football ce serait interdit du fait que le joueur hors-jeu influence la phase).
Le jeu fait également la part belle aux touches rapides et il est possible de sélectionner la direction et la puissance de la remise en jeu. Une autre nouveauté est le rôle du public sur le déroulement d'un match, le public encourageant l'équipe locale ; le public peut également huer les joueurs ou l'arbitre.

### Modes de jeu

#### Mode World Challenge Trailer
Un nouveau mode téléchargeable PES 2014
Qui inclut les qualifications régionales de chaque continent, ainsi que des nouveaux menus, on peut choisir une équipe et créer un joueur, en plus des équipes brésiliennes officielles et des joueurs recréés comme Bernard par exemple et des maillots complets

#### Master League
Il est dorénavant possible de changer de club et d’entraîner en sélection nationale ou même les deux ensemble. Le menu a complètement changé et le joueur n'aura plus la possibilité de personnaliser son entraineur

#### Mode ligue
Le mode ligue est jouable en multijoueur offline.

### Mode éditer
Le mode éditer est plus complet, avec de nouveaux slots pour les emblèmes des équipes non licenciées. Contrairement à PES 2013, on pourra ajouter un logo sur les shorts et les chaussettes.
De plus, il est possible de changer le nombre d'équipe dans les trois championnats éditables de choisir le nombre d'équipes présentes.

## Commentateurs
- Jon Champion (en) - Jim Beglin
- Mariano Closs - Fernando Niembro
- Mauro Beting - Silvio Luiz
- Fernando Solabarrieta - Patricio Yáñez
- J.J. Santos - Manu Carreño - Sara Carbonero - Maldini
- Grégoire Margotton - Darren Tulett
- Pierluigi Pardo - Luca Marchegiani
- John Kabira (en)
- Raouf Khlif[3]